# Clathrina coriacea
Clathrina coriacea (лат.) — вид известковых губок из семейства Clathrinidae отряда Clathrinida.

## Биология
Губка белого цвета или с жёлтыми вставками, диаметром до 3 см.
Clathrina coriacea вступает в симбиоз с грибом.

## Распространение
Обитают вдоль побережья Восточной Атлантики от Арктики до Южной Африки.
Живут в основном на мелководьях, но фиксировались и на глубинах до 650 м. Субстрат обычно каменистый.